# Відкритий Кубок Львова з гандболу
Відкритий Кубок Львова з гандболу — міжнародний гандбольний турнір за Кубок Львова. Проводився у 2018 році.
Програма «Відкриті Кубки Львова» заснована в 2016 році та реалізується Львівською міською радою, управлінням молоді та спорту спільно зі спортивними федераціями м. Львова та Львівської області. У 2018 році проводяться Кубки Львова з 34-х видів спорту.

## Історія
У Відкритому Кубку Львова, який проходив 17-19 серпня 2018 року в Палаці спорту «Галичина» взяло участь чотири жіночі гандбольні команди: «Вікторія-Берестьє» (Брест, Білорусь), «Реал» (Миколаїв), «Перспектива» (Городенка) та господарки турніру — «Галичанка».
Володарем Кубка Львова стала «Галичанка». Також було визначено кращих гравців в індивідуальних номінаціях:
- найкорисніші гравці — Ірина Стельмах («Галичанка»), Анна Сторожук («Реал»), Дарія Місіюк («Вікторія-Берестьє») та Ангеліна Овчаренко («Перспектива»);
- кращий воротар — Ірина Нікіфорук («Реал»);
- кращі захисники — Наталія Савчин («Галичанка») та Діана Червякова («Реал»);
- кращі бомбардири — Софія Давидянц («Галичанка»), Олена Алексеюк («Вікторія-Берестьє»), Світлана Аксьонова («Реал») та Катерина Козак («Перспектива»);
- кращі розігруючі — Тетяна Поляк («Галичанка») та Діана Берінчік («Вікторія-Берестьє»);
- кращий крайній гравець — Заріна Михайловська («Вікторія-Берестьє»);
- гандбольна надія — Христина Майкут («Вікторія-Берестьє») та Ольга Братковська («Перспектива»)[3].

Наступні Відкриті Кубки Львова з гандболу проводились лише серед українських юнацьких та студентських команд. 

#### Турнірна таблиця
| № | Команда                     | І | В | Н | П | М       | О |
| - | --------------------------- | - | - | - | - | ------- | - |
|   | «Галичанка» (Львів)         | 3 | 3 | 0 | 0 | 137:76  | 6 |
|   | «Реал» (Миколаїв)           | 3 | 2 | 0 | 1 | 107:100 | 4 |
|   | «Вікторія-Берестьє» (Брест) | 3 | 1 | 0 | 2 | 97:117  | 2 |
| 4 | «Перспектива» (Городенка)   | 3 | 0 | 0 | 0 | 78:126  | 0 |